# Мичурино (Оренбургская область)
Мичу́рино — посёлок в Бузулукском районе Оренбургской области России. Входит в состав муниципального образования сельского поселения Сухореченский сельсовет.
Назван в честь 80-летия русского биолога-селекционера Ивана Владимировича Мичурина. До переименования назывался посёлком «Морозово», по фамилии первооснователя.
Посёлок расположен у озера Каютино.
Удалённость от районного центра — 7 км.